# Drepanocentron satyavati
Drepanocentron satyavati är en nattsländeart som beskrevs av Schmid 1982. Drepanocentron satyavati ingår i släktet Drepanocentron och familjen Xiphocentronidae. Inga underarter finns listade i Catalogue of Life.